# Astronauts Amsterdam
Les Demon Astronauts, était un club néerlandais de basket-ball issu de la ville d'Amsterdam. Le club appartenait à la plus haute division du championnat néerlandais.

## Historique

Ancien logo (2003-2006)

Le club est dissout en 2011.

## Anciens noms
- 1995-1997 : Finish Profiles Amsterdam
- 1997-2003 : Ricoh Astronauts
- 2003-2006 : Demon Ricoh Astronauts
- 2006-2007 : Amsterdam Astronauts
- 2007-2009 : MyGuide Amsterdam
- 2009-2010 : EclipseJet-MyGuide Amsterdam
- 2010-2011 : ABC Amsterdam

## Entraîneurs
- 2003-2005 :  Arik Shivek
- 2007-2009 :  Arik Shivek
- 2010-2011 :  Hakim Salem

## Palmarès
| Compétitions nationales | Compétitions internationales |
| - Championnat des Pays-Bas : - Champion (8) : 1999, 2000, 2001, 2002, 2003, 2005, 2008 et 2009. - Vice-champion (1) : 1997. - Coupe des Pays-Bas : - Vainqueur (5) : 1997, 1998, 1999, 2004, 2006. - Vainqueur (3) : 2008, 2009, 2010. | - Néant                      |

## Joueurs célèbres
- Teddy Gipson
- J. J. Miller